# Ernst Hansen
Ernst Henry Theodor Hansen,  född 29 oktober 1892 Ringkøbing i Danmark, död 8 maj 1968 i Köpenhamn, var en dansk målare, tecknare och grafiker.
Ernst Hansen studerade på Det Kongelige Danske Kunstakademi i Köpenhamn och blev känd genom sina skildringar i målning, teckning och grafik från resor till Grönland 1917 och Island 1926. Han deltog som tecknare vid Knud Rasmussens expedition till Östgrönland 1932—33. 
Mest betydande är hans insats som illustratör. Bland verk, som han illustrerat, märkas Völvens Spaadom i en av Selskabet for grafisk Kunst utgiven upplaga samt danska folkvisor och modern lyrik. Särskilt rör sig hans illustrationskonst kring nakna kvinnogestalter, fritt och ibland dristigt tecknade med en enkel, rytmisk tuschkontur av hög klass, men han har även gjort djur- och landskapsmotiv, alltid återgivna med enkelhet. 
Som grafiker har Hansen särskilt ägnat sig åt litografien.